# Vêtre-sur-Anzon
Vêtre-sur-Anzon ist eine französische Gemeinde mit 565 Einwohnern (Stand: 1. Januar 2022) im Département Loire in der Region Auvergne-Rhône-Alpes. Sie gehört zum Arrondissement Montbrison und zum Kanton Boën-sur-Lignon.
Sie entstand als Commune nouvelle mit Wirkung vom 1. Januar 2019 durch die Zusammenlegung der bisherigen Gemeinden Saint-Julien-la-Vêtre und Saint-Thurin, die in der neuen Gemeinde den Status einer Commune déléguée haben. Der Verwaltungssitz befindet sich im Ort Saint-Julien-la-Vêtre.

## Gliederung
| Ortsteil                                | ehemaliger INSEE-Code | Fläche (km²) | Einwohnerzahl zum 1. Januar 2022 |
| --------------------------------------- | --------------------- | ------------ | -------------------------------- |
| Saint-Julien-la-Vêtre (Verwaltungssitz) | 42245                 | 12,90        | 361                              |
| Saint-Thurin                            | 42291                 | 07,35        | 204                              |

## Geographie
Die Gemeinde liegt rund 30 Kilometer südwestlich von Roanne im Tal des Flusses Anzon.
Nachbargemeinden sind:
- Les Salles, Champoly und Saint-Martin-la-Sauveté im Norden,
- Ailleux im Osten,
- Solore-en-Forez im Südosten,
- La Côte - Saint-Didier, Saint-Priest-la-Vêtre und Saint-Jean-la-Vêtre im Süden,
- Noirétable im Westen.